# Raw Fury
Raw Fury é uma publicadora de jogos eletrônicos sueca, especializada na publicação de jogos independentes, sediada em Estocolmo. A empresa foi fundada em 2015 por Jonas Antonsson e Gordon Van Dyke.

## História
A empresa foi fundada em 2015 por Jonas Antonsson, ex-vice-presidente de jogos para celular da Paradox Interactive, e Gordon Van Dyke, ex-produtor da DICE em diversos títulos da série Battlefield. A empresa foi anunciada em abril de 2015 como uma "publicadora para jogos indie e de boutique", chamando a si mesmo de uma "DesPublicadora", já que queriam apoiar desenvolvedores "desmontando a forma como publicações tradicionalmente funcionam" e oferecendo serviços de apoio que servem melhor ao desenvolvimento de jogos independentes.
Em julho de 2016, Karl Magnus Troedsson deixou de ser gerente-geral da DICE para se tornar parceiro e co-proprietário da Raw Fury. No início de setembro de 2019, a Raw Fury abriu um estúdio interno de desenvolvimento localizado em Zagreb, na Croácia, para ajudar desenvolvedores externos com portes, garantia de qualidade e outros tipos de apoio. Ao mesmo tempo, a empresa mudou sua sede dentro de Estocolmo para acomodar seu crescente número de empregados, que chegou a cerca de 40 pessoas no total.

## Jogos publicados
| Ano  | Título                          | Plataforma(s)                                                                                  | Desenvolvedora(s)                    |
| ---- | ------------------------------- | ---------------------------------------------------------------------------------------------- | ------------------------------------ |
| 2015 | Kingdom                         | Windows, Linux, macOS                                                                          | Noio, Licorice                       |
| 2016 | Kathy Rain                      | Windows, macOS, Android, iOS                                                                   | Clifftop Games                       |
| 2016 | Kingdom: New Lands              | Windows, Linux, macOS, Android, iOS, Switch, PlayStation 4, Xbox One                           | Noio                                 |
| 2016 | Gonner                          | Windows, Linux, macOS, Switch, PlayStation 4, Xbox One                                         | Art in Heart                         |
| 2017 | Tormentor X Punisher            | Windows, macOS                                                                                 | E-Studio                             |
| 2017 | Uurnog Uurnlimited              | Windows, macOS, Switch                                                                         | Nifflas Games                        |
| 2018 | Dandara                         | Windows, Linux, macOS, Android, iOS, Switch, PlayStation 4, Xbox One                           | Long Hat House                       |
| 2018 | Bad North                       | Windows, macOS, Switch, PlayStation 4, Xbox One                                                | Plausible Concept                    |
| 2018 | Kingdom Two Crowns              | Windows, Linux, macOS, Switch, PlayStation 4, Xbox One                                         | Stumpy Squid, Fury Studios, Coatsink |
| 2019 | Out There: Ω The Alliance       | Switch                                                                                         | Mi-Clos Studio                       |
| 2019 | Whispers of a Machine           | Windows, macOS, Android, iOS                                                                   | Clifftop Games, Faravid Interactive  |
| 2019 | Night Call                      | Windows, macOS, Switch, PlayStation 4, Xbox One                                                | Monkey Moon, Black Muffin            |
| 2019 | Bad North: Jotunn Edition       | Windows, macOS, Switch, PlayStation 4, Xbox One                                                | Plausible Concept, Oskar Stålberg    |
| 2019 | Mosaic                          | Windows, macOS, Switch, PlayStation 4, Xbox One                                                | Krillbite Studio                     |
| 2020 | West of Dead                    | Windows, Switch, PlayStation 4, Xbox One                                                       | Upstream Arcade                      |
| 2020 | Star Renegades                  | Windows, Switch, PlayStation 4, Xbox One                                                       | Massive Damage, Inc                  |
| 2020 | Atomicrops                      | Windows, macOS, Switch, PlayStation 4, Xbox One,                                               | Bird Bath Games                      |
| 2020 | The Signifier Director's Cut    | Windows, macOS, Linux, PlayStation 4, PlayStation 5, Xbox One, Xbox Series X/S                 | Playmestudio                         |
| 2020 | Gonner2                         | Windows, macOS, Linux, Switch, PlayStation 4, Xbox One,Xbox Series X/S                         | Art in Heart                         |
| 2020 | Per Aspera                      | Windows                                                                                        | Tlön Industries                      |
| 2020 | Call of the Sea                 | Windows, PlayStation 4, PlayStation 5, Xbox One, Xbox Series X/S                               | Out of the Blue                      |
| 2021 | The Longest Road on Earth       | Windows, Android                                                                               | Brainwash Gang, TLR Games            |
| 2021 | Tails Noir (Backbone)           | Windows, Linux, macOS, Switch, PlayStation 4, PlayStation 5, Xbox One, Xbox Series X/S         | EggNut                               |
| 2021 | Art of Fury: Virtual Gallery    | Windows, macOS, Linux                                                                          | Raw Fury                             |
| 2021 | Townscaper                      | Windows, Android, iOS, macOS, Switch, Xbox One, Xbox Series X/S                                | Oskar Stålberg                       |
| 2021 | Sable                           | Windows, macOS, PlayStation 5, Xbox One,Xbox Series X/S                                        | Shedworks                            |
| 2021 | Kathy Rain: Director's Cut      | Windows, Android, Linux, macOS, Switch                                                         | Clifftop Games                       |
| 2021 | Kingdom Two Crowns: Norse Lands | Windows, macOS, Linux, Xbox One, Xbox Series X/S, PlayStation 4, Nintendo Switch, iOS, Android | Fury Studios, Stumpysquid            |
| 2021 | Dream Cycle                     | Windows                                                                                        | Cathuria Games                       |
| 2021 | Wolfstride                      | Windows, macOS, Switch                                                                         | OTA IMON Studios                     |
| 2022 | Norco                           | Windows, macOS, PlayStation 4, PlayStation 5, Xbox One, Xbox Series X/S                        | Geography of Robots                  |
| 2022 | Dome Keeper                     | Windows, macOS, Linux                                                                          | Bippinbits                           |
| 2022 | Flat Eye                        | Windows, macOS                                                                                 | Monkey Moon                          |
| 2023 | Superfuse                       | Windows                                                                                        | Stitch Heads Entertainment           |
| 2023 | Tails Noir Preludes             | Windows                                                                                        | EggNut                               |
| 2023 | Gun Jam                         | Windows                                                                                        | Jaw Drop Games                       |
| 2023 | Mr. Sun's Hatbox                | Windows, macOS, Switch, PlayStation 4, Xbox One                                                | Kenny Sun                            |
| 2023 | Cassette Beasts                 | Windows, Linux, Switch, Xbox One, Xbox Series X/S                                              | Bytten Studio                        |
| 2023 | Friends vs Friends              | Windows, Linux                                                                                 | Brainwash Gang                       |
| 2023 | Kingdom Eighties                | Windows, macOS, Linux,Switch, PlayStation 5,Xbox Series X/S, Android, iOS                      | Fury Studios                         |
| 2023 | Moonstone Island                | Windows, Linux, macOS, Switch                                                                  | Studio Supersoft                     |
| 2023 | Pizza Possum                    | Windows, Xbox Series X/S, PlayStation 5, Nintendo Switch                                       | Cosy Computer                        |
| 2023 | American Arcadia                | Windows                                                                                        | Out of the Blue Games                |
| ASA  | The Last Night                  | Windows, Linux, macOS, Xbox One                                                                | Odd Tales                            |